# Aisel
Aysel Mammadova (azeriska: Aysel Məmmədova), född 3 juli 1989 i Baku, känd professionellt som AISEL, är en azerisk sångerska. Den 8 november 2017 stod det klart att hon kommer representera Azerbajdzjan i Eurovision Song Contest 2018 i Lissabon.